# Vraný
Vraný là một chợ huyện thuộc huyện Kladno, vùng Středočeský, Cộng hòa Séc.